# CuSil
CuSil is een legering van 72% koper (Cu) en 28% zilver (Sil) ontwikkeld door de firma Wesgo Metals. Het geleidt hitte beter dan zilver en koper maar is een stuk duurder. Toch wordt het soms toegepast om extreme computer systemen te koelen. Bijvoorbeeld tussen peltierelementen, een soort elektrische hittepompen. Eén kant wordt erg warm als er spanning op gezet wordt en de andere kant een flink stuk kouder.
Daarentegen moet er aan de warme kant veel meer gekoeld worden, maar dan kan in sommige gevallen de chip wel -40°C worden.
CuSil geleidt warmte met 471 W/(m/K) terwijl gebruikelijk koper (legering 11000) met 388 W/(m/K) en zilver (in de pure vorm) met 418 W/(m/K) geleidt.  Dit is een kleine verbetering ten koste van een stuk hogere prijs.
Er werd aanvankelijk gedacht dat het 515 W/(m/K) zou geleiden, maar dat onderzoek is ruim 30 jaar geleden uitgevoerd en met een primitieve uitrusting.